# Терновский, Сергей Дмитриевич
Сергей Дмитриевич Терновский (1896—1960) — советский хирург, основоположник детской хирургии в СССР, член-корреспондент АМН СССР (1957), заслуженный деятель науки РСФСР.

## Биография
1919 году окончил медицинский факультет 1-го Московского государственного университета. За месяц до окончания университета был призван в ряды Красной Армии на службу. В рядах Красной Армии участвовал в боях на Донбассе, Южном фронте, под Царицыным, Курском. Занимал такие должности как: врач для поручений, заместитель председателя Красного Креста при Красной Армии, заведующий делопроизводством и секретарь Кодификационной комиссии.
В 1925 г., после окончания клинической ординатуры, стал организатором и возглавил детское хирургическое отделение в научно-исследовательском институте охраны материнства и младенчества Наркомздрава СССР.
С 1926 в Институте охраны материнства и младенчества Наркомздрава, возглавляемой Г. Н. Сперанским стал ассистентом кафедры патологии раннего детского возраста. Вместе с тем организовал и возглавил детское хирургическое отделение в первой городской детской больнице Москвы (бывшая Морозовская больница). В 1936 г. защитил кандидатскую диссертацию, а в 1938 г. — докторскую диссертацию на тему «Гнойный плеврит у детей и его лечение». 23 октября 1938 г. решением Высшей аттестационной комиссии С. Д. Терновскому была присуждена учёная степень доктора медицинских наук.
В рядах Десятой Красной Армии участвовал в боях на Южном фронте, Донбассе, под Царицыным, Курском. Профессор, с 1943 г. заведовал кафедрой детской хирургии и ортопедии 2-го Московского медицинского института.
В 1942 году Высшая аттестационная комиссия приняла решение о присвоении С. Д. Терновскому звания профессора по специальности «детская хирургия». В 1943 году профессор С. Д. Терновский был выбран заведующим кафедрой детской хирургии 2-го Московского медицинского института.
С 1946 по 1950 год был деканом педиатрического факультета 2-го ММИ. В 1956 году С. Д. Терновский избран членом-корреспондентом АМН СССР, а в июне этого же года ему присвоено звание «Заслуженный деятель науки РСФСР». В 1959 году по его инициативе и его участии, в клинике начал работать хирургический центр для новорождённых.
19 ноября 1960 г. Скончался от инфаркта миокарда. Похоронен в Москве на Новодевичьем кладбище (место 9-2-3).

## Научная деятельность
Опубликовал более 140 научных работ, среди них учебник «Хирургия детского возраста», 8 монографий по различным разделам детской хирургии. В журнале «Русская отоларингология» № 3 он опубликовал свою первую работу «Случай врожденного покрытого волосами глоточного полипа». В 1926 г. вышла в свет статья «Болезни кишок» — обзор работы за 15 лет Госпитальной хирургической клиники профессора А. В. Мартынова.
Под его руководством учениками написан ряд монографий: «Ампутация конечностей у детей», «Ущемленные паховые грыжи у детей», «Повреждение сухожилий кисти и пальцев и их лечение у детей», «Внутривенная и внутрикостная анестезия при операциях на конечностях у детей», «Диафрагмальные грыжи у детей», «Врожденный пилоростеноз у грудных детей и его оперативное лечение».
Под его руководством учениками написан ряд монографий: «Ампутация конечностей у детей», «Ущемленные паховые грыжи у детей», «Повреждение сухожилий кисти и пальцев и их лечение у детей», «Внутривенная и внутрикостная анестезия при операциях на конечностях у детей», «Диафрагмальные грыжи у детей», «Врожденный пилоростеноз у грудных детей и его оперативное лечение». В 1936 г. он защитил кандидатскую диссертацию, а в 1938 г. — докторскую диссертацию на тему «Гнойный плеврит у детей и его лечение». 23 октября 1938 году Высшей аттестационной комиссией С. Д. Терновскому была присвоен учёная степень доктора медицинских наук. В журнале «Педиатрия» в 1943 году печатают его статью «Ожоги у детей и их лечение». Выходит монография «Диагностика хирургических заболеваний детского возраста», в ней были собраны результаты его многолетних наблюдений. Эти материалы «детские» и «взрослые» хирурги использовали в трудное военное время.
До Великой Отечественной войны он изучал применение меловой повязки при ожогах тела. Он первый в СССР произвёл пересадку кожи по Дрегстедту-Вильсону у детей.
Терновским был описан оригинальный диагностический симптом поражения тазобедренного сустава, симптом приподнимания ягодицы, травмы у детей.